# デイケアセンター
デイケアセンター (Day care center) とは、デイケアを行うために設けられた専門の施設で、在宅の高齢者や精神障害者などの療養者が、昼間の通所で治療、リハビリテーションを受けることのできる場である。英語でdaycare centerというと託児施設や保育所のことを指すので注意が必要である。

## 概要
精神科の場合、病院は退院できたものの、通常の生活や日常作業に完全に復帰するにはまだ早いといった人たちが、理学療法士、作業療法士などの手を借りて、簡単な作業・娯楽・スポーツなどをしながら、社会復帰のための訓練を受ける。簡単な作業としては、折り紙などの紙細工や陶芸、手工芸、調理などが行われる。日本で初めてのデイケアセンターは川崎市社会復帰医療センター（現・川崎市リハビリテーション医療センター）で1971年に開設された。